# Włodzimierz Czubak
Włodzimierz Czubak (ur. 21 kwietnia 1917 w Podfilipiu, zm. 31 marca 1990 w Warszawie) – podpułkownik MBP, zastępca dyrektora i p.o. dyrektor Departamentu Organizacji i Planowania MBP (1953–1954).
Absolwent kursu NKWD w Kujbyszewie (1944). W bezpiece pracował od 30 sierpnia 1944, początkowo jako kierownik magazynu mundurowego w centrali RBP w Lublinie. Od lipca 1945 referent Wydziału II Departamentu I MBP w Warszawie, od września 1945 p.o. kierownik, od czerwca 1946 kierownik Sekcji Mundurowej Wydziału Administracyjno-Gospodarczego Departamentu III MBP. Wkrótce został zastępcą naczelnika, a w sierpniu 1947 naczelnikiem szefostwa zaopatrzenia Wydziału Administracyjno-Gospodarczego MBP. Od 1 sierpnia 1951 naczelnik Wydziału Planowania Materiałowego w Szefostwie Zaopatrzenia MBP, od czerwca 1953 zastępca dyrektora i p.o. dyrektora Departamentu Organizacji i Planowania. Po przemianowaniu MBP na KdsBP został zastępcą dyrektora Departamentu Administracyjno-Gospodarczego. Od 1 sierpnia 1958 do 31 stycznia 1975 dyrektor Zarządu Administracyjno-Gospodarczego MSW.